# 香港強姦問題
強姦在香港屬三大類「性罪行」。

## 統計數據
2019年香港男性370萬，性罪行報案共1,492件，其中強姦50案、非禮460案、色情罪行982案。每100件向警察報案的性罪行，39.7%經警察調查後轉交律政司，19.3%獲律政司起訴，初審定罪12.2%。據性暴力危機中心風雨蘭統計，強姦受害人平均延遲959日（約2年7個月）才向該中心求助。向香港警察報案的強姦數只屬冰山一角，此為香港政府和非政府組織公認。

## 著名案件
- 2008年旺角警署強姦案：香港警察西九龍總區旺角區刑事調查隊探員梁禮仲被查揭挪用了報案系統電腦記錄，於同年在旺角警署內非禮4名女子，其中一名女子更被帶到認人行列室內強姦，期後疑犯被控以多項的罪名，被判監12年，後被加監1年。事件在香港社會產生極大迴響，使警隊的名聲嚴重受挫。
- 2019年荃灣警署強姦案：18歲少女在該年11月表示在荃灣警署內遭到多名蒙面警員輪姦，並因此懷孕，警方拒絕承認事件。
- 2021年保安局高官出席涉性侵晚宴事件：一宗發生於該年3月的香港高官接受豪華款待，並牽涉強姦案及違反防疫限聚令的案件。
- 2021年，一名前女警報稱曾經被上司於尖沙咀警署內強姦[4]。
- 2023年蔡天鳳碎屍案之主謀、前旺角警署偵緝警長鄺球被揭發於2005年曾牽涉強姦案，警方最終沒有提出刑事起訴。
- 2023年，一名男子倒斃尖沙咀酒店，警方調查後指案情涉落藥迷姦，拘捕並分別起訴兩男子，包括一名警員[5]。